# Odontopera angularia
Odontopera angularia là một loài bướm đêm trong họ Geometridae.